# Mike Banwell
Michael Banwell, född i Scarborough, Ontario, är en kanadensisk professionell ishockeyspelare som spelar för Lillehammer IK i GET-ligaen.
Banwell spelade juniorhockey med Pickering Panthers i Ontario Junior Hockey League innan han säsongen 2007/2008 började studera ekonomi vid University of Maine. Under sin andra säsong med universitetslaget hade han lagets bästa plus/minus-statistik tillsammans med Gustav Nyquist. Den 25 mars 2011 inledde Banwell sin professionella karriär när han skrev på ett tryout-kontrakt med New Jersey Devils farmarlag Albany Devils i AHL. Under efterföljande säsong delade han sedan spel i Albany med spel i ECHL-laget Trenton Titans. 
Banwell inledde säsongen 2012/2013 i Trenton Titans där han spelade 10 matcher innan han kallades upp till Worcester Sharks. Han delade säsongen mellan Worcester Sharks och Springfield Falcons. Banwell summerade säsongen med totalt sju fighter, fem i AHL och två i ECHL. Efter säsongen skrev Banwell på för Reading Royals i ECHL den 16 augusti 2013. I sin tredje professionella säsong spelade Banwell 60 matcher och registrerades för tre mål och 16 assist i Royals. Han fick även en två matcher lång utlåningssejour i Bridgeport Sound Tigers under säsongen.
Den 13 oktober 2014 värvades Banwell till Greenville Road Warriors i ECHL. Efter ett mål och 15 poäng skrev Banwell på för sin första Europeiska klubb när han den 9 maj 2015 anslöt till IF Björklöven. Kontraktet bröts i samförstånd den 10 december 2015 och Banwell skrev samma dag på för Lillehammer IK i GET-ligaen.